# Алексий, человек Божий

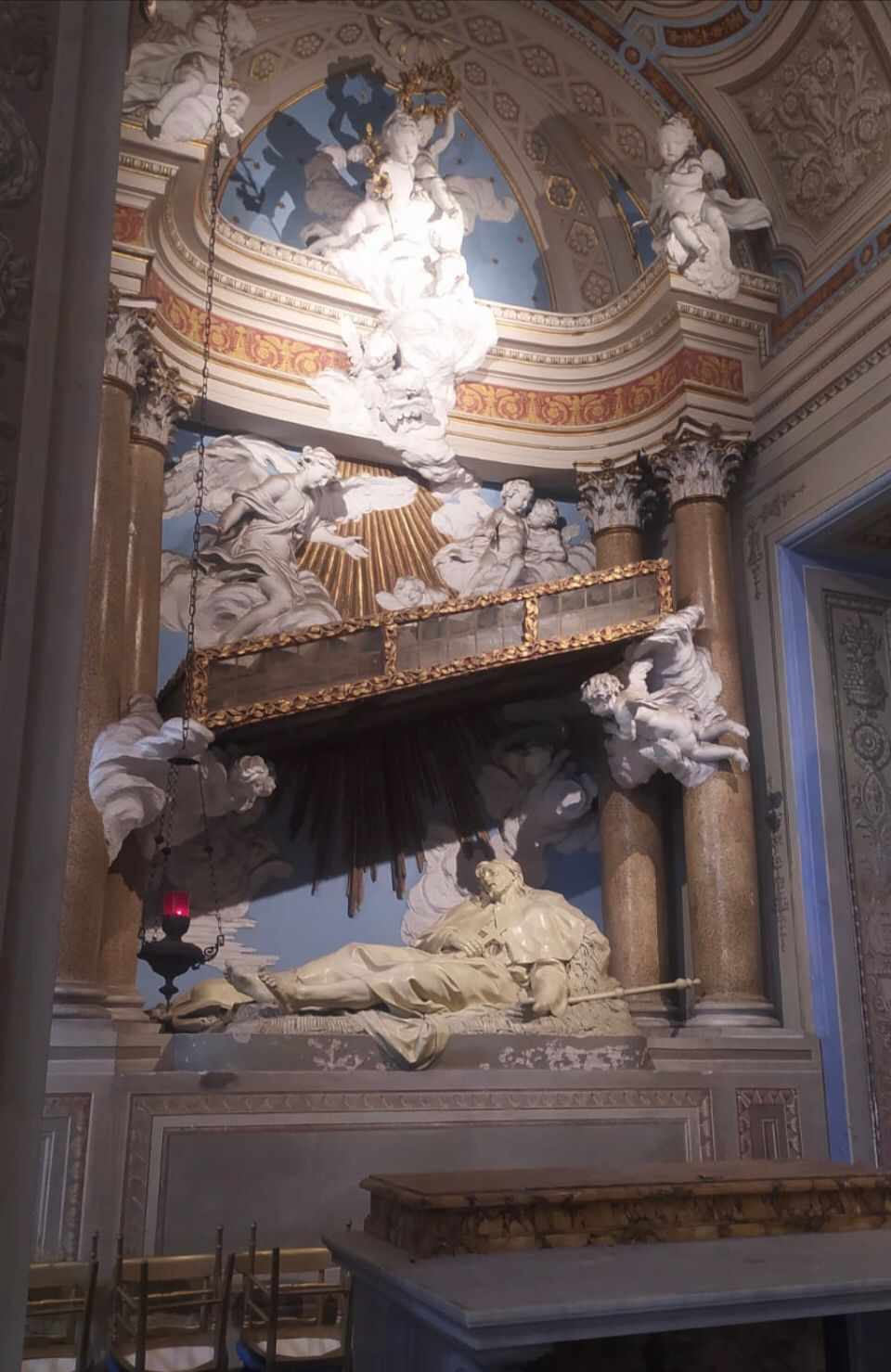
Лестница, под которой жил блаженный Алексий в родительском доме. Базилика святых Вонифатия и Алексия на Авентинском холме. Рим.

Алекси́й, челове́к Бо́жий (греч. ̓Αλέξιος ὁ ἄνθρωπος τοῦ Θεοῦ; вторая половина IV века — ок. 411 года) — христианский святой (в лике преподобных), аскет. Почитается Православной (день памяти — 17 (30) марта ) и Католической (день памяти — 17 июля) Церквями. Житие святого Алексия было широко известно и популярно как на Востоке, так и на Западе. Сведения о его жизни основаны на сирийском и греческом варианте его жития. Мощи Алексия, человека Божия, находятся под главным престолом базилики святых Вонифатия (Бонифация) и Алексия на Авентинском холме в Риме.

## Жизнеописание
История святого Алексея известна только из житийной литературы. Древнейший текст жития (в нём Алексий умирает в Эдессе) был написан в Сирии на основе устного предания во второй половине V — начале VI веков. Около IX века появляется греческая версия жития, в которой Алексий возвращается в Рим.
Согласно житию, Алексий родился в знатной римской семье. Его родители — сенатор Евфимиан и Аглаида были благочестивыми христианами, помогавшими обездоленным и нуждающимся. Для своего сына родители выбрали невесту из знатной фамилии. В ночь после обручения Алексий, оставшийся со своей невестой наедине, отдал ей поясную пряжку и обручальное кольцо, сказав: «Сохрани это, и да будет между тобою и мною Господь, доколе не обновит нас Своей благодатью». После этого он покинул родной дом и отплыл на корабле на Восток.
После прибытия в Лаодикию Сирийскую (сейчас Латакия в Сирии) Алексий пристал к погонщикам мулов и добрался с ними до Эдессы (сейчас Шанлыурфа в Турции). Здесь Алексий раздал остатки имущества, оделся в лохмотья и стал просить милостыню. В течение последующих семнадцати лет Алексий жил милостыней, питался только хлебом и водой, а все ночи проводил в бдении и молитве. За эти годы святой так изменился внешне, что слуги, посланные его родителями на розыски пропавшего сына и посетившие в том числе Эдессу, подали ему милостыню, но не узнали его.
По истечении семнадцати лет подвижничества молва о святости Алексия широко распространилась по всей Сирии. Более того, эдесскому церковному сторожу сама Пресвятая Богородица указала на Алексия как на святого. От почитаемой чудотворной иконы Богоматери (позднее получила название Мадонна ди Сант-Алессио) ночью раздался глас, назвавший Алексия человеком Божиим. Так продолжалось несколько ночей подряд. Смущённый оказываемым ему всенародным почтением Алексий тайно бежал из Эдессы, намереваясь на корабле переправиться в Тарс. Но корабль попал в бурю и через много дней был прибит к итальянским берегам.
Никем не узнанный Алексий вернулся в Рим и пришёл в свой родной дом. Его родители не узнали сына, но позволили ему остаться в их доме. Алексий жил в каморке под лестницей, и к нему был приставлен слуга, которому было приказано кормить странника пищей с хозяйского стола. Остальные слуги из зависти исподтишка оскорбляли Алексия, но он принимал оскорбления со смирением. Живя в богатом доме, Алексий продолжал пребывать в непрестанном посте и молитвенном бдении. Наиболее тяжким испытанием для святого было слышать рыдания его матери и невесты, продолжавших его оплакивать. Так прошли ещё семнадцать лет.

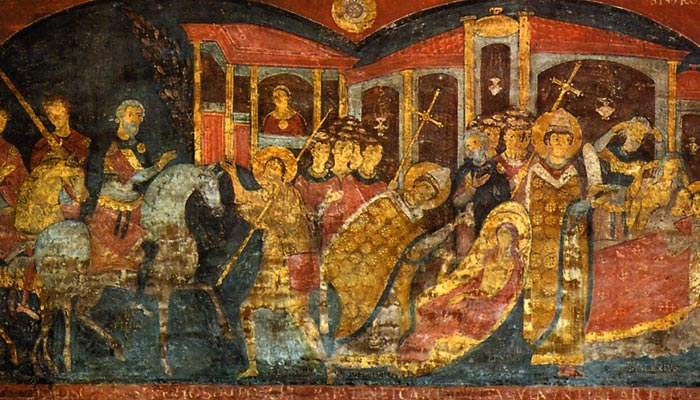
Фреска «Житие св. Алексия» (XI век) в нижней части базилики Святого Климента в Риме

В 411 или 417 году во время воскресной литургии в соборе святого Петра глас Божий указал молящимся: «Ищите человека Божия, чтобы он помолился о Риме и всем народе его». В следующий четверг тот же глас указал народу: «В доме Евфимиана человек Божий, там ищите». Император Гонорий и папа Иннокентий I напрасно спрашивали Евфимиана — он ничего не знал о живущем в его доме праведнике. И лишь тогда приставленный к Алексию слуга рассказал Евфимиану о подвижничестве Алексия.
Евфимиан, поспешно вернувшись в свой дом, не застал Алексия в живых. Лицо усопшего сияло, а в руке у него был некий свиток. Напрасно Евфимиан и домашние пытались изъять свиток из рук святого. Только когда прибывший в дом папа Иннокентий I испросил у святого позволения прочесть свиток, рука Алексия разжалась. Из свитка присутствовавшие узнали о том, кем на самом деле был человек Божий.
Тело Алексия было выставлено для прощания на площади, и при его гробе произошли многочисленные исцеления. Папа и император лично несли тело святого в погребальной процессии и похоронили его в церкви святого Вонифатия на Авентинском холме.

## Почитание святого Алексия
Широкое распространение получила история святого Алексия на православном Востоке. Первые упоминания о человеке Божием (пока что безымянном), жившем милостынею в Эдессе при епископе Раввуле (412—435) и оказавшемся впоследствии родом из знатной римской семьи, встречаются уже в V веке в сирийских источниках. До IX века включительно почитание святого Алексия распространилось сначала по Сирии, а оттуда по всей Византийской империи. В X веке имя святого Алексия появилось в римских святцах.
Возникновение культа святого Алексия на христианском Западе связывается с приездом в Рим сирийских священнослужителей, которые были вынуждены бежать от мусульманских притеснений. В 977 году церковь Святого Вонифатия была передана папой Бенедиктом VII митрополиту Сергию Дамасскому. Сергий основал при церкви монастырь для монахов как греческого, так и латинского обрядов. Возникший монастырь прославился как «Обитель Святых», в последующие века обитель стала одним из центров благочестия, а её насельники вели миссионерскую работу в Восточной Европе. Наиболее известным выходцем этой обители был святой Адальберт Пражский.

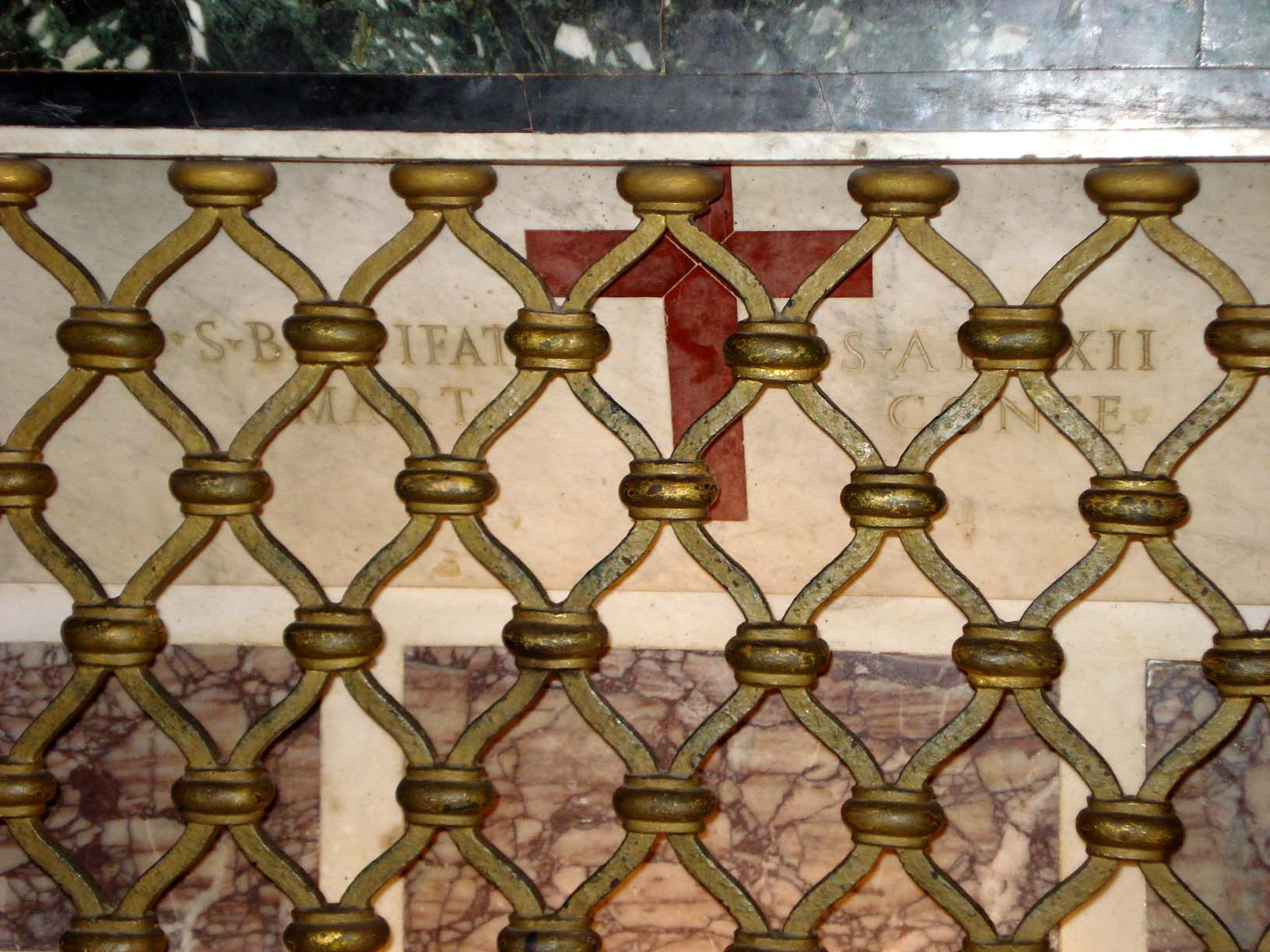
Главный престол базилики святых Вонифатия и Алексия с мощами этих святых

В 1216 году мощи святого Алексия были обретены и положены под главным престолом церкви на Авентинском холме. Сама церковь уже с 986 года стала называться в честь уже двух святых — Вонифатия и Алексия. Мощи святого Алексия были разделены: глава находится в греческом монастыре Святая Лавра около города Калаврита в Греции (по преданию, подарена обители императором Мануилом II Палеологом), в новгородском соборе Святой Софии хранилась рука святого, похищенная, согласно сказанию XVII века, из Рима новгородским купцом. От мощей частицы отделяются и в настоящее время: например, в 2006 году в дар московскому Иоанно-Предтеченскому монастырю из Италии была передана частица мощей святого Алексия.
С 2018 года в Успенской Святогорской лавре хранится серебряный ковчег с большой частицей мощей (локтевая кость) преподобного Алексия, человека Божия (в древности эта частица мощей хранилась в Риме, в XVIII веке была передана в один из монастырей Франции). Для поклонения выносится на Торжество Православия.
Скорее всего благодаря многочисленным миссионерам и проповедникам, вышедшим из «Обители Святых», житие святого Алексия стало широко известным в Западной Европе. Поэма Тибо Шампанского о святом Алексии была первым произведением, написанным на лангедойльском диалекте французского языка. О жизни святого Алексия рассказывается в «Legenda aurea» («Золотой легенде») и «Vita dei Patri» — ценных житийных источниках XIII века. В 1632 году в Палаццо Барберини была поставлена опера о жизни святого Алексия на музыку Стефано Ланди и либретто Джулио Роспильози (будущего Климента IX). В 1710 году Камилла де Росси написала ораторию на тот же сюжет.
Житие святого Алексия было очень популярным сюжетом для церковного искусства в Италии. Самой ранней из известных фресок является «Житие святого Алексия» в базилике Святого Климента в Риме. На этой фреске изображены события последних лет жизни святого: возвращение в Рим и встреча с отцом; почивший Алексий с хартией в руке; папа Иннокентий I умоляет святого разжать руку; родные узнают в почившем своего сына.
Из Византии почитание святого Алексия человека Божия перешло в Россию, где житие этого святого было одним из самых читаемых. Святому Алексию посвящена кантата Николая Римского-Корсакова. В «Путешествии из Петербурга в Москву» (1790) Александра Радищева история Алексия приводится в песне слепого солдата, который просит милостыню в городе Клину недалеко от Москвы.
С 1890 года святой Алексий является небесным покровителем Забайкальского казачьего войска.

### Иконография

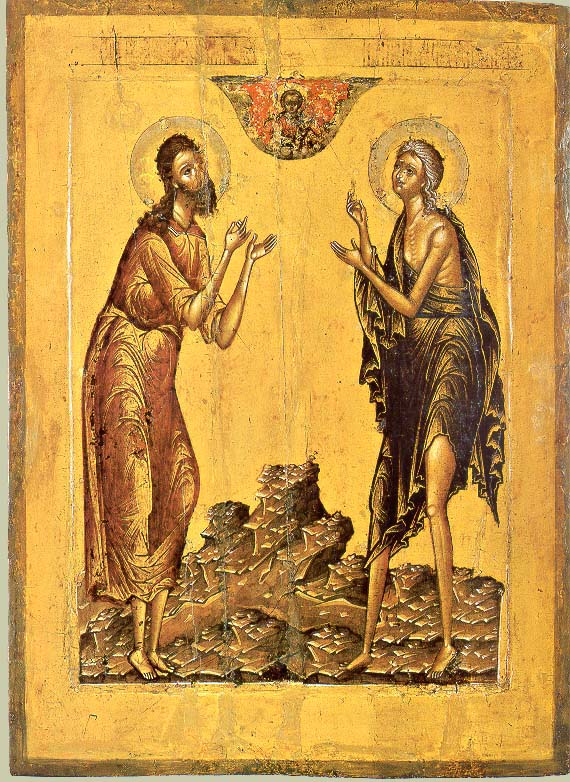
Мария Египетская и Алексий, человек Божий
(икона работы царских изографов, XVII век)

Предположительно самое раннее (VIII век) изображение святого Алексия сохранилось на фреске в крипте базилики святых Вонифатия и Алексия на Авентинском холме в Риме. В русских иконописных подлинниках отмечается сходство изображения Алексия с Иоанном Предтечей:

…образом, брадою и власами аки Иоанн Предтеча, риза едина, празелень дика, нищенская рубища, руки к сердцу держит; инде пишет: в левой руке — свиток, а в нём написано сице: «Се остави отца и матерь, жену и род, и други, сëла и имения».

В росписях православных храмов изображение святого Алексия обычно помещалось в нартексах в ряду преподобных, аскетов и подвижников. В русской иконописи изображения святого Алексия часто носят патрональный характер. Особенно ярко это проявилось в середине — второй половине XVII века, так как святой Алексий был небесным покровителем царя Алексея Михайловича. В этот период часто он изображался вместе с преподобной Марией Египетской (в её честь была названа первая супруга царя — Мария Милославская) или с мученицей Натальей (небесная покровительница второй супруги царя — Натальи Нарышкиной).
Для европейского искусства характерны, в основном, отдельные сцены жития святого Алексия (например, на фресках XI века в церкви Сан-Клементе в Риме, в миниатюрах рукописей XII века). Наиболее часто изображали служанок, выливающих грязную воду на святого в одеждах нищего или римского папу, преклоняющего колени перед Алексием, лежащим на смертном одре. Эта традиция прослеживается в витражах и фресках XIV—XV веков и в гравюрах XVI—XVIII веков.

### Гимнография

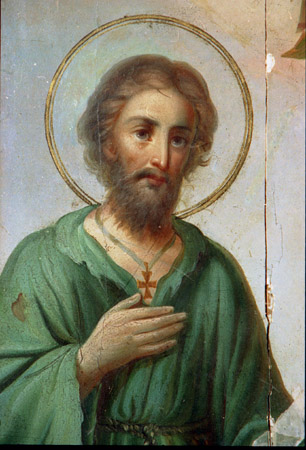
Алексий, человек Божий
(православная икона)

На Востоке ранние тексты службы святому Алексию известны по Типикону Великой церкви (X век), Стишному Прологу (XI век), Студийско-Алексиевскому Типикону (1034 год). В западных источниках: Мессинском Типиконе 1131 года и Евергетидском Типиконе (первая половина XII века) имеются указание на совершение службы Алексию с Аллилуйя, а при совпадении празднования с субботой или воскресением — петь стихиры, седальны и читать житие.
| Православная гимнография | Православная гимнография |
| ------------------------ | --- |
| Тропари, глас 4          | Возвысився на добродетель и ум очистив, к Желанному и Крайнему достигл еси, безстрастием же украсив житие твое, и пощение изрядное восприим совестью чистою, в молитвах, яко безплотен, пребывая, возсиял еси, яко солнце, в мире, преблаженне Алексие. |
|                          | Яко чистоты светильник пресветел показался, дивный Алексие, ибо тленный чертог на нетленное Божие Царствие пременив, яко целомудрия делатель преизряден. Сего ради предстояши Господеви, всех Царю, его же моли даровати нам мир и велию милость.       |
| Кондак, глас 2           | Дом родителей твоих, яко чужд, имев, водворился еси в ним нищеобразно и по преставлении венец прием славы, дивен на земли явился еси, Алексие, человече Божий, Ангелом и человеком радование.                                                           |

В настоящее время в православной церкви употребляется служба святому Алексию, содержащаяся в минеях студийской редакции, и канон святому, составленный преподобным Иосифом Песнописцем.

## Современный взгляд Католической церкви
В ходе литургической реформы, предпринятой после Второго Ватиканского собора, праздник святого Алексия человека Божия был исключён из нового издания Общего Римского календаря (1969). Таким образом, воспоминание святого Алексия 17 июля на мессе и литургии часов более не является обязательным для всех епархий Католической церкви, оно совершается лишь в странах и монашеских орденах, связанных со святым. В католическом ордене алексиан, чьим покровителем является святой Алексий, его память совершается с особой торжественностью. Основанием для исключения из Общего календаря послужил легендарный характер его жития, не подтверждаемый современными источниками. В «Католической энциклопедии» житие святого Алексия излагается, но с комментарием: «Вероятно, единственным основанием для этой истории является то, что некий благочестивый аскет жил в Эдессе как нищий и впоследствии был почитаем как святой».
Святой Алексий является святым покровителем католического ордена алексиан (или целлитов), возникшего в Европе в XIV веке для помощи больным (особенно, душевнобольным) и борьбы с эпидемиями чумы. По данным Annuario Pontificio на 1997 год, в составе ордена было 124 человека.

## Память
В честь Алексия, человека Божия, были названы:
- Алексеевка — район города Харькова и одноимённый источник.
- Алексеевский стародевичий монастырь в Москве — не сохранившийся православный женский монастырь, находившийся на месте храма Христа Спасителя. При строительстве храма был перенесён в Красное Село.
- Ново-Алексеевский монастырь — православный монастырь, находившийся на территории Москвы, в Красном Селе.
- Богородице-Алексеевский монастырь — действующий православный монастырь в Томске.
- Храм Алексия, человека Божия, в Красном селе — действующий православный храм Богоявленского благочиния Московской городской епархии. Подворье Патриарха Московского и Всея Руси. Храм расположен в Красносельском районе Центрального административного округа города Москвы (2-й Красносельский переулок, 3).
- Храм преподобного Алексия, человека Божия (Московская область, Сергиево-Посадский район, Хотьково, улица Горбуновская, 42).
- Церковь Алексия, человека Божия, в Костроме.
- Храм во имя преподобного Алексия, человека Божия (Воронеж, Железнодорожный район, посёлок Репное).
- Церковь Преподобного Алексия, человека Божия с поля (Псков, улица Советская, 100).
- Алексеевский монастырь в посёлке Золотухино, Курская область.
- Алексеевская ярмарка в Котельниче Кировской области.
- Свято-Алексеевская пустынь — Ярославская область, Переславский район.
- Свято-Успенская Святогорская лавра, пещерный Свято-Алексеевский храм в монастырских пещерах[7].
- Церковь Алексия, человека Божия, в селе Ключи Ключевского района Алтайского края
- Храм преподобного Алексия, человека Божия, в Харькове (улица Клочковская, 317/319).
- Церковь во имя Святого Алексия, человека Божия, в Одессе (Алексеевская площадь, 19а).
- Храм в честь праведного Алексия, человека Божия, в Ядрине (улица 50 лет Октября, 71е)[8].
- Храм Святого Алексея, человека Божия, в Бугаевке[9] (улица Островского, 2а)
- Храм Святого Алексия, человека Божия, в Марциене, Латвия
- Церковь Алексия, человека Божия, в Шуе.
- Церковь Алексия, человека Божия, в Урочище Куртяево (Архангельская область, МО Северодвинск)
- Церковь Алексия человека Божия — покровителя Уссурийского казачьего войска в посёлке Камень-Рыболов Приморского края.
- Храм при психоневрологическом интернате 9 в Красном Селе города Санкт-Петербурга (домовый).